# Wijken en buurten in Hilversum
De Nederlandse gemeente Hilversum is voor statistische doeleinden onderverdeeld in wijken en buurten. De gemeente is verdeeld in de volgende statistische wijken:
- Wijk 00 Centrum (CBS-wijkcode:040200)
- Wijk 01 Noordwestelijke villawijk (CBS-wijkcode:040201)
- Wijk 02 Zuidelijke stadswijk (CBS-wijkcode:040202)
- Wijk 03 Zuidoostelijke villawijk (CBS-wijkcode:040203)
- Wijk 04 Oude wijk over 't spoor (CBS-wijkcode:040204)
- Wijk 05 Nieuwe wijk over 't spoor (CBS-wijkcode:040205)
- Wijk 06 Landelijk gebied (CBS-wijkcode:040206)
- Wijk 07 Hilversumse Meent (CBS-wijkcode:040207)

Een statistische wijk kan bestaan uit meerdere buurten. Onderstaande tabel geeft de buurtindeling met kentallen volgens het Centraal Bureau voor de Statistiek (2008):
| CBS-buurtcode | Buurtnaam                             | Inwonertal | Opp. totaal (ha) | Opp. land (ha) | Ligging                |
| ------------- | ------------------------------------- | ---------- | ---------------- | -------------- | ---------------------- |
| BU04020000    | Kernplan                              | 980        | 17               | 17             | Locatie in de gemeente |
| BU04020001    | Winkelcentrum                         | 2220       | 32               | 32             | Locatie in de gemeente |
| BU04020002    | Havenstraatbuurt                      | 2530       | 22               | 21             | Locatie in de gemeente |
| BU04020003    | Sint Vitusbuurt                       | 1120       | 15               | 15             | Locatie in de gemeente |
| BU04020004    | Langgewenstbuurt                      | 1300       | 20               | 20             | Locatie in de gemeente |
| BU04020100    | Boomberg                              | 2950       | 93               | 93             | Locatie in de gemeente |
| BU04020101    | Raadhuiskwartier                      | 1460       | 48               | 48             | Locatie in de gemeente |
| BU04020102    | Trompenberg                           | 1460       | 128              | 128            | Locatie in de gemeente |
| BU04020103    | Villaparken                           | 1170       | 124              | 124            | Locatie in de gemeente |
| BU04020200    | Noordelijk Bloemenkwartier            | 2680       | 26               | 26             | Locatie in de gemeente |
| BU04020201    | Zuidelijk BLoemenkwartier             | 4650       | 60               | 60             | Locatie in de gemeente |
| BU04020202    | Schrijverskwartier                    | 2430       | 40               | 39             | Locatie in de gemeente |
| BU04020203    | Staatsliedenkwartier                  | 7640       | 94               | 94             | Locatie in de gemeente |
| BU04020204    | Havenkwartier                         | 2960       | 66               | 63             | Locatie in de gemeente |
| BU04020205    | Kerkelanden                           | 5700       | 153              | 146            | Locatie in de gemeente |
| BU04020300    | Sportparkkwartier                     | 1730       | 116              | 116            | Locatie in de gemeente |
| BU04020301    | Schilderskwartier                     | 2510       | 50               | 50             | Locatie in de gemeente |
| BU04020302    | 't Hoogt van 't Kruis                 | 1410       | 137              | 137            | Locatie in de gemeente |
| BU04020400    | Geuzenwegbuurt                        | 2490       | 32               | 32             | Locatie in de gemeente |
| BU04020401    | Kleine Driftbuurt                     | 4330       | 49               | 49             | Locatie in de gemeente |
| BU04020402    | Industriebuurt                        | 760        | 22               | 22             | Locatie in de gemeente |
| BU04020500    | Maranathakerkbuurt                    | 4740       | 52               | 52             | Locatie in de gemeente |
| BU04020501    | Astronomische buurt                   | 5870       | 75               | 75             | Locatie in de gemeente |
| BU04020502    | Erfgooiersbuurt                       | 1600       | 21               | 21             | Locatie in de gemeente |
| BU04020503    | Johannes Geradtswegbuurt              | 2240       | 34               | 34             | Locatie in de gemeente |
| BU04020504    | Plan Noord                            | 6610       | 93               | 92             | Locatie in de gemeente |
| BU04020505    | Van Riebeeckkwartier                  | 3370       | 37               | 37             | Locatie in de gemeente |
| BU04020602    | Hilversumse Meent landelijk gebied    | 30         | 323              | 294            | Locatie in de gemeente |
| BU04020603    | Noordelijk Natuurreservaat            | 70         | 887              | 869            | Locatie in de gemeente |
| BU04020604    | Oostelijk Natuurreservaat             | 80         | 623              | 620            | Locatie in de gemeente |
| BU04020605    | Lintbebouwing Utrechtseweg en Noodweg | 260        | 261              | 261            | Locatie in de gemeente |
| BU04020606    | Loosdrechtse Bos en Hoorneboeg        | 290        | 318              | 318            | Locatie in de gemeente |
| BU04020607    | Corversbos                            | 120        | 92               | 92             | Locatie in de gemeente |
| BU04020609    | Egelshoek                             | 40         | 363              | 362            | Locatie in de gemeente |
| BU04020700    | Hilversumse Meent stedelijk gebied    | 4040       | 101              | 99             | Locatie in de gemeente |